# ドラペトマニア
ドラペトマニア（英: drapetomania）とは1851年から1862年にかけて発表された14の論文で、アメリカで黒人に特有の遺伝性の精神病であるとされていたが、現在では完全に否定されている。
ドラペトマニアとは逃亡者を意味するギリシア語のドラペテース（希: δραπετης）と狂気を意味するマニア（希: μανια）を足して作られた造語である。日本語では「逃亡奴隷精神病」などの訳語が与えられていた。
この病名を作ったのはサミュエル・A・カートライトという医師で、この病気の症状とは「奴隷が隷属する義務から逃げ出そうとする」と定義されていた。サミュエル・A・カートライトが考えたこの病気の治療法とは、患者から悪魔が出て行くように鞭打ちをおこなうことであった。この病気は学会発表されルイジアナ医学会によって精神病であると認定され新聞などに載り広く認知されることになった。
つまり、黒人奴隷が苦役から逃げ出すのは医学的に精神病であるとして、その治療のために鞭打ちを行うことは虐待でも暴力でもなく正当な医療行為であるとしたのである。この異常な説は当時のアメリカ南部では広く受け入れられていた。
現在では完全に否定されているが、かなり近代までアメリカで精神病として扱われ、真面目な医学書にも載っていた。